# Dalophia angolensis
Dalophia angolensis — вид плазунів з родини амфісбенових (Amphisbaenidae). Мешкає в Анголі і Замбії.

## Поширення і екологія
Dalophia angolensis мешкають в центральній і східній Анголі та на заході Замбії. Вони живуть в саванах, серед піщаного ґрунту. Зустрічаються на висоті від 1000 до 1600 м над рівнем моря. Ведуть риючий спосіб життя.